# Unione Sportiva Avellino 1945-1946
Questa voce raccoglie le informazioni riguardanti l'Unione Sportiva Avellino nelle competizioni ufficiali della stagione 1945-1946.

## Rosa
| N. |                   | Ruolo | Calciatore         |
| -- | ----------------- | ----- | ------------------ |
|    | Italia (bandiera) | P     | Mario Cozzi        |
|    | Italia (bandiera) | P     | Francesco Marciano |
|    | Italia (bandiera) | P     | Antonio Silba      |
|    | Italia (bandiera) | P     | Sinatti            |
|    | Italia (bandiera) | C     | Brunetti           |
|    | Italia (bandiera) | C     | Carmine Corraretti |
|    | Italia (bandiera) | A     | Bertè              |
|    | Italia (bandiera) | A     | Chiesa             |
|    | Italia (bandiera) | A     | Franzese           |
|    | Italia (bandiera) | A     | Livio Gennari      |
|    | Italia (bandiera) | A     | Isidoro Rescigno   |
|    | Italia (bandiera) | A     | Giuseppe Rodomonti |
|    | Italia (bandiera) |       | Barone I           |

| N. |                   | Ruolo | Calciatore      |
| -- | ----------------- | ----- | --------------- |
|    | Italia (bandiera) |       | Barone II       |
|    | Italia (bandiera) |       | Cerciello       |
|    | Italia (bandiera) |       | De Luca         |
|    | Italia (bandiera) |       | Arnaldo Ferrari |
|    | Italia (bandiera) |       | Lepore          |
|    | Italia (bandiera) |       | Rossetti        |
|    | Italia (bandiera) |       | Santoro         |
|    | Italia (bandiera) |       | Scalone         |
|    | Italia (bandiera) |       | Staffieri       |
|    | Italia (bandiera) |       | Tedesco         |
|    | Italia (bandiera) |       | Troncone        |
|    | Italia (bandiera) |       | Ucci            |
|    | Italia (bandiera) |       | Visconti        |